# Maso degli Albizi (1343-1417)

Stemma degli Albizzi

Maso degli Albizi (Firenze, 1343 – Firenze, 2 ottobre 1417) è stato un politico e militare italiano.

## Biografia
Era figlio di Luca, morto probabilmente nel 1348 e fu uno degli esponenti più illustri della famiglia Albizzi.
Fu avviato giovanissimo dallo zio Piero alla carriera politica schierandisi dalla parte guelfa ed inviato in missione nel 1368 a Milano presso i Visconti. Cacciato da Firenze nel 1372 circa, trovò rifugio in Germania, dove combatté contro il Granducato di Lituania sotto le insegne dell'Ordine teutonico e qui rimase sino al 1381. Durante la sua assenza a Firenze, a seguito della rivolta chiamata Tumulto dei Ciompi, venne distrutta ed incendiata la sua casa e subì il confino lontano dalla città. Ricevette anche la notizia della decapitazione dello zio Piero nel 1379 e giurò di vendicarlo.
Fece ritorno alla città natale nel 1381, ricevendo i beni soggetti a confisca. Fu riabilitato alla politica e venne inviato dal re di Francia per informarlo degli avvenimenti fiorentini e quindi fu inviato alla corte del re di Napoli Carlo III per trattare la vendita di Arezzo a Firenze. Nel 1389 si recò a Milano per trattare con il duca Gian Galeazzo Visconti, intenzionato a sottomettere Firenze. Negli anni seguenti fu a Genova, Rimini e Ferrara per stringere  nuove alleanze contro Milano.
Nel 1393 ricevette la nomina di Gonfaloniere di Giustizia di Firenze e iniziò la sua repressione contro la potente famiglia degli Alberti, rei di avere fatto uccidere lo zio Piero. Nel 1396 costituì una lega antiviscontea con Bologna, Ferrara, Padova e Mantova, coinvolgendo anche il re di Francia Carlo VI a schierarsi con i fiorentini. Combatté contro Milano e contro i suoi alleati nei fuoriusciti fiorentini e solo una tregua venne siglata nel 1398. In quell'anno Maso sventò una congiura, che fallì, nei suoi confronti ordita da un gruppo di fuoriusciti da Firenze e capeggiata da Astorre I Manfredi, signore di Faenza e nemico degli Albizi.
L'imperatore Roberto del Palatinato, sceso in Italia a combattere i Visconti, trovò sostegno nella Repubblica fiorentina e Maso venne eletto conte palatino nel 1402. Questo fatto scatenò le ire di Gian Galeazzo Visconti che il 26 giugno dello stesso anno occupò Bologna, alleata di Firenze contro Milano, dopo aver combattuto la cruenta battaglia di Casalecchio. L'assalto a Firenze non ci fu perché il Visconti dopo poco si ammalò e morì il 3 settembre. Dopo questa sconfitta, Maso partì alla conquista di Pisa, governata da Gabriele Maria Visconti, figlio naturale di Gian Galeazzo, che capitolò assieme ad altre roccaforti vicine. Nel 1407 ricoprì la carica di podestà di Arezzo e intraprese un'altra dura lotta contro gli Alberti.
Alla morte di Maso nel 1417, il figlio Rinaldo ne ereditò il ruolo. L'oligarchia fiorentina venne in seguito spezzata da Cosimo de' Medici.
Durante il suo mandato, Firenze prosperò nelle arti e negli studi, promuovendo la crescita dell'università, che fu raccolta successivamente dai Medici.

## Discendenza
Maso sposò Bartolomea Baldesi dalla quale ebbe sette figli
- Luca (1382-1458)
- Giovanni
- Ridolfo
- Rinaldo (1370-1442)
- Lisa
- Marietta
- Selvaggia